# Charki (sielsowiet Ilja)
Charki (biał. Харкі; ros. Харки) – dawny folwark. Tereny, na których leżał, znajdują się obecnie na Białorusi, w obwodzie mińskim, w rejonie wilejskim, w sielsowiecie Ilja.

## Historia
W czasach zaborów folwark w gminie Serwecz, w powiecie wilejskim, w guberni wileńskiej Imperium Rosyjskiego.
W latach 1921–1945 folwark leżał w Polsce, w województwie wileńskim, w powiecie wilejskim, w gminie Olkowicze, od 1926 roku w gminie Dołhinów.
Według Powszechnego Spisu Ludności z 1921 roku zamieszkiwało tu 8 osób, wszystkie były wyznania rzymskokatolickiego i zadeklarowały polską przynależność narodową. Był tu 1 budynek mieszkalny. W 1931 w 2 domach zamieszkiwało 11 osób.
Wierni należeli do parafii rzymskokatolickiej Olkowiczach i prawosławnej w Dołhinowie. Miejscowość podlegała pod Sąd Grodzki w Dołhinowie i Okręgowy w Wilnie; właściwy urząd pocztowy mieścił się w Olkowiczach.